# Sigrid Påhlsdotter
Sigrid Påhlsdotter, född 1665, död 1705 i Hede i Härjedalen, var en svensk kvinna som avrättades dömd för blodskam. 
Hon var gift med Jon Jonsson Joll, med vilken hon fick sex barn. Hon födde 1704 en dotter, trots att hon och hennes make inte hade haft samlag på sex år. Hon bekände inför kyrkoherden att hennes son Olof (20 år gammal) var far till barnet. Olof erkände men sade att det var hans mor som övertalat honom till samlag. Jon Jonsson Joll vittnade om att han och Sigrid inte hade haft samlag på sex år. 
Påhlsdotter dömdes till att halshuggas och brännas på bål, och hennes son till att halshuggas, steglas, få sitt huvud spetsat på påle och sin kropp läggas på stegel. 
Dödsstraffet för blodskam omvandlades i 1864 års strafflag till straffarbete.